# Dachsen
Dachsen est une commune suisse du canton de Zurich.

## Histoire
Dachsen, mentionné pour la première fois en 876 sous le nom de Tachsheim, faisait à l’origine partie de la seigneurie des barons de Tengen, une famille influente le long du Rhin entre le Rhinfall et Eglisau. Au XIVᵉ et XVᵉ siècles, la seigneurie changea plusieurs fois de propriétaire. En 1452, la haute juridiction passa à Zurich avec le bailliage de Kybourg. En 1544, la basse juridiction fut également cédée à Zurich, qui intégra Dachsen à Laufen.
En 1798, avec la chute de l’Ancien Régime et l’établissement de la République helvétique, Dachsen devint une municipalité autonome, mais fut occupé par les troupes françaises en 1799. Cette période fut marquée par des batailles et des destructions, plongeant le village dans la pauvreté.

En 1803, la Constitution de médiation imposée par Napoléon remplaça les municipalités par des conseils communaux, et Dachsen fut fusionné avec Uhwiesen et Flurlingen. Cependant, en 1831, lors de la période de régénération, Dachsen demanda à devenir une commune indépendante, invoquant son ancienne autonomie et sa distance avec Uhwiesen. Le 11 juin 1831, le Grand Conseil approuva cette demande, faisant de Dachsen une commune autonome.

Photo aérienne prise par Walter Mittelholzer (1919).